# 大霍達克
48°10′24″N 24°41′36″E / 48.17333°N 24.69333°E
大霍達克（烏克蘭語：Великий Ходак），是烏克蘭的村落，位於該國西部伊萬諾-弗蘭科夫斯克州，由韋爾霍維納區負責管轄，始建於1796年，面積25平方公里，2001年人口181，人口密度每平方公里7.24人。